# Notmünzen von Zamość

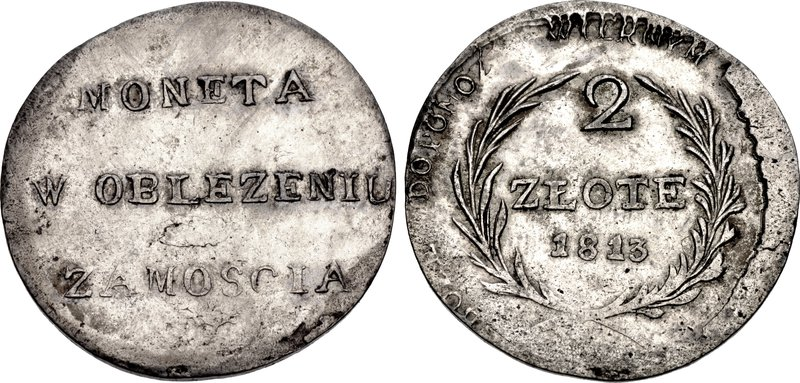
Notmünze von Zamość, 2 Złote von 1813, Variante ohne Münzmeisterzeichen, mit Schrötlingsriss (Silber, Durchmesser 29 mm, 7,56 g)

Notmünzen von Zamość sind Belagerungsmünzen (lateinisch numi obsidionales) der belagerten Festung Zamość von 1813 im Wert von 2 Złote in Silber und 6 Groszy in Kupfer. Sie wurden während der Belagerung durch russische Truppen von der polnisch-sächsischen Garnison unter General Hauke geprägt. Die Prägungen sind den Umständen entsprechend provisorisch, aber vollwertig ausgeführt.
Andere Bezeichnungen der silbernen Notmünzen zu 2 Złote sind 1⁄3 Taler oder 2 polnische Gulden. Die Notmünzen in Kupfer zu 6 Groszy werden auch als 6 Grosen und Kupfer-Sechsgröscher bezeichnet (nach Rudolf Lorenz, August Brause-Mansfeld u. a.).

## Geschichte

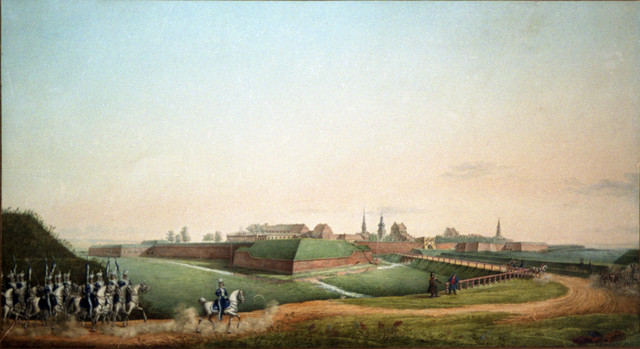
Festung Zamość um 1825

Um den Zahlungsverkehr aufrechtzuerhalten, kam es besonders bei größeren Kriegen zur Ausprägung von Belagerungsmünzen. Das war auch in den napoleonischen Kriegen des frühen 19. Jahrhunderts der Fall.
Die Stadt Zamość gehörte zwischen 1808 und 1815 zum von Napoleon I. gebildeten Herzogtum Warschau. Im Jahr 1812, nach dem Rückzug der französischen Armee aus Russland, Litauen und Warschau, leistete die Festung Zamość unter General Hauke den sich nähernden russischen Truppen erheblichen Widerstand. Im Februar 1813 wurde die Festung von den russischen Truppen eingeschlossen. Die von Brigadegeneral Hauke kommandierte französisch-polnische Besatzung belief sich auf kaum 3000 Mann. Nach der Umzinglung der Festung Zamość waren die Einwohner gezwungen, ihren Viehbestand und sogar die Pferde zu schlachten.

„Wie es gewöhnlich der Fall ist bei nicht genügender Verproviantierung, wurden erst sämmtliche Pferde, dann später alles sonst vorhandene Viehzeug aufgezehrt; die Soldaten empfingen bei allen grossen Anstrengungen des Dienstes nur halbe Portionen, und was die Leiden der Garnison noch besonders vermehrte, war, dass die vielen Verwundeten – darunter der grösste Theil in Folge des beendeten unglücklichen Feldzuges mit schwer erfrorenen Gliedern – keine gesunde Nahrung bekommen konnten. Etwas Proviant konnten sich die Belagerten immer noch durch die feindlichen Vorposten verschaffen […], allerdings auch zu Preisen, die die Kasse des Kommandanten und die sonstigen pecuniären Hülfsquellen der Festung bald erschöpften.“

In dieser Not sah sich General Hauke genötigt, vollwertige Notmünzen schlagen zu lassen.

### Münzgeschichte

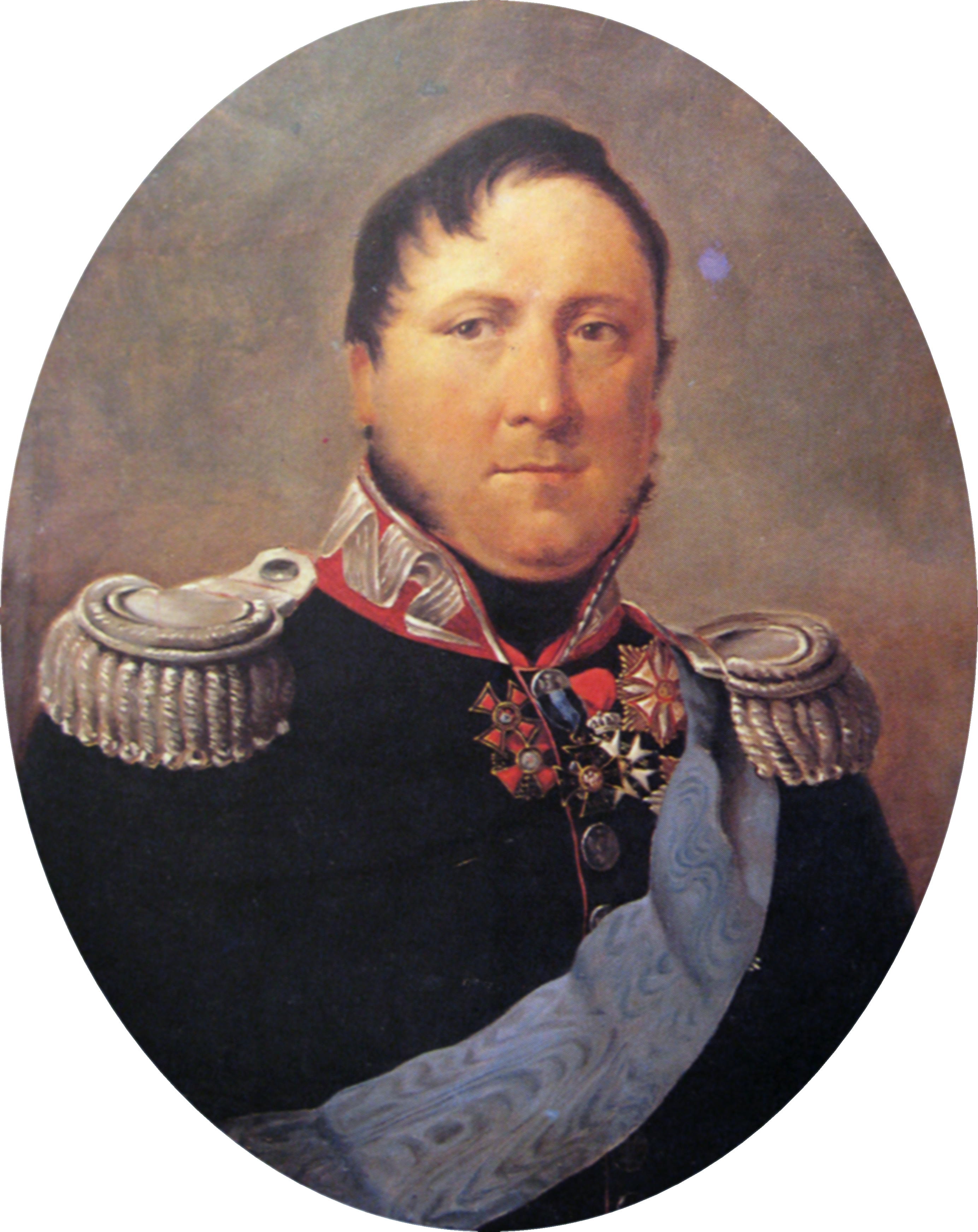
Hans Moritz Hauke ließ als kommandierender General die Notmünzen von Zamość prägen

Als die Nahrungsreserven nicht mehr zur Verfügung standen, ließ der Festungskommandant General Hauke in einer provisorisch errichteten Münzanstalt aus dem abgelieferten Edelmetall der Bürger, dem eingezogenen Silber der Kirchengeräte sowie den Ehrenzeichen und Epauletten der Offiziere 2 Złote aus Silber prägen. Die Notmünzen zu 6 Groszy aus Kupfer ließ der Kommandant aus den vorhandenen österreichischen 6-Kreuzer-Stücken schlagen. Zur Ausprägung der Münzen wurden einige Artillerieoffiziere und einige Militär- und Zivilhandwerker beauftragt. Sie fertigten die silbernen Stücke in der gleichen Größe wie die des Herzogtums Warschau an. Die Überprägung der kupfernen Kreuzer ist bei einigen Münzen noch erkennbar. Mit diesen Notmünzen konnten die dringend benötigten Nahrungsmittel bei den russischen Belagerern gekauft werden.
Bei einer Münzprobe wurde festgestellt, dass die silbernen Belagerungsmünzen einen höheren Silbergehalt hatten als die regulären Münzen des Herzogtums Warschau unter König Friedrich August I. Daraufhin kauften findige Geschäftsleute den russischen Soldaten diese Münzen ab und ließen sie einschmelzen.
Dazu sind nach August Brause-Mansfeld noch einige Details mehr überliefert:

„Als dieses neue Geld den russischen Vorposten zuerst gegen Lebensmittel angeboten wurde, riefen dieselben ein Consilium von Juden zusammen, und erhielten bald die Gewissheit, dass der Werth dieser Stücke noch über diejenigen des Herzogthums Warschau hinaus ging. In Folge dessen versuchten [die Geschäftsleute] sich all dieses Geld von den Soldaten zu verschaffen und schmolzen es, sei es aus Furcht vor Strafe oder aus Speculation, schleunigst ein. Aus diesem Grunde ist die Nothmünze von Zamosk ziemlich selten geworden und es vergehen manchmal Jahre ehe ein Stück auftaucht.“

General Hauke ließ die silbernen 2-Złote-Stücke offenbar nicht im Wert der 1⁄3-Taler-Stücke des Herzogtums Warschau prägen, sondern im Wert der 1⁄3-Taler-Stücke des Königreichs Sachsen, die einen höheren Silbergehalt als die polnischen hatten.
Kurz vor der Kapitulation ließ General Hauke sämtliche Münzstempel und die Prägemaschinen zerstören.

## Münzbeschreibung

### 2 Złote

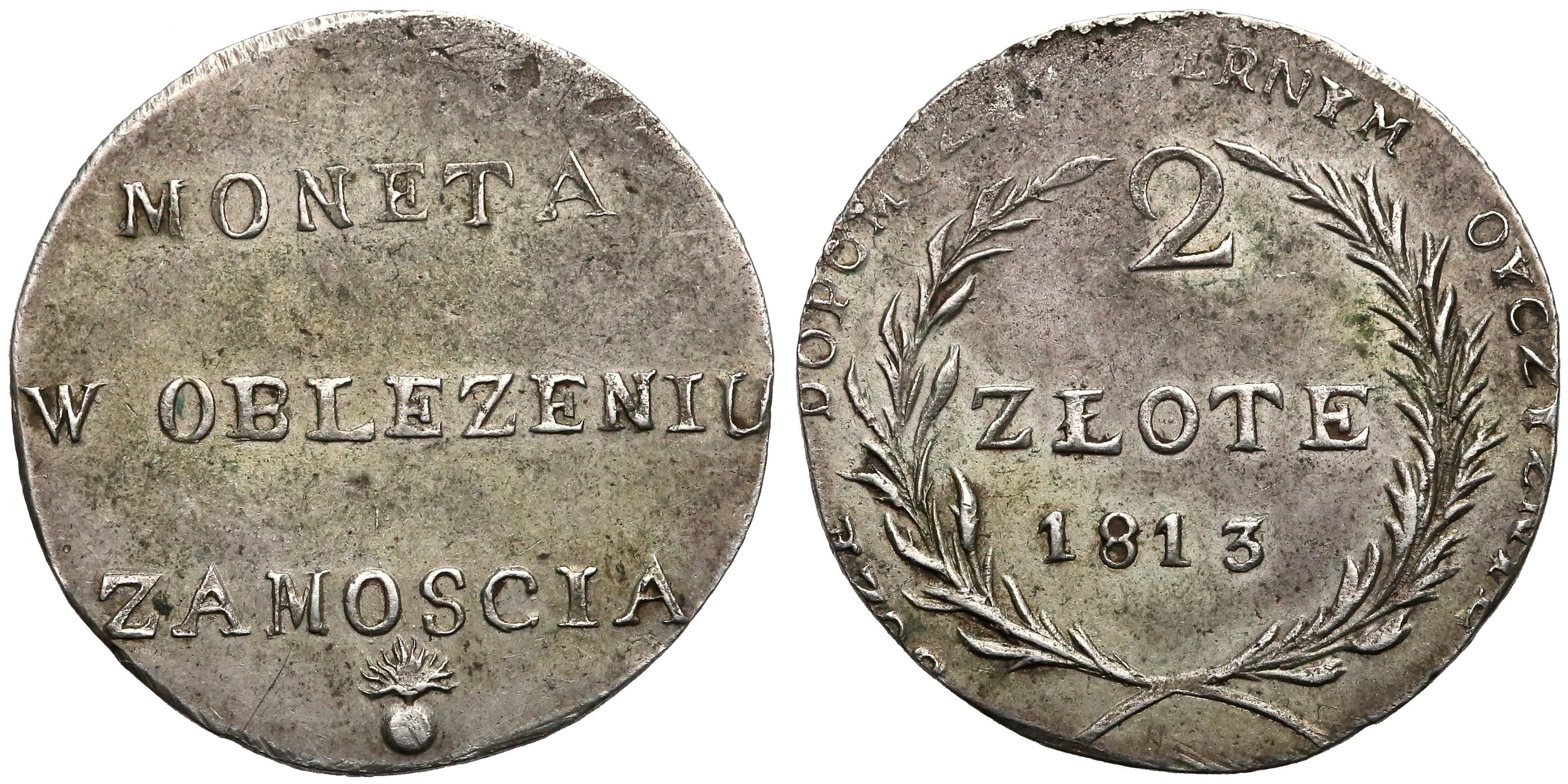
2 Złote 1813, Notmünze von Zamość mit Münzmeisterzeichen Granate mit brennender Lunte oder als Bombe bezeichnet (Silber, Durchmesser 29 mm, 7,56 g)

Es wurden einschließlich der Varianten, z. B. große und kleine Schrift, Palmzweige mit mehr oder weniger Blättern sowie mit und ohne Münzmeisterzeichen, nur 7830 Stück geprägt.
Die Vorderseite zeigt drei Zeilen Schrift – MONETA / W OBLEZENIU / ZAMOSCIA (Geld in der Belagerung von Zamość) und das Münzmeisterzeichen Granate mit brennender Lunte, das auch als Bombe bezeichnet wird.
Auf der Rückseite ist die Umschrift BOZE DOPOMOZ WIERNYM OYCZYZNIE (Gott helfe denen, die treu dem Vaterland dienen) zu lesen und im Feld zwischen gekreuzten Zweigen die Wertangabe 2 / ZŁOTE / 1813.

### 6 Groszy

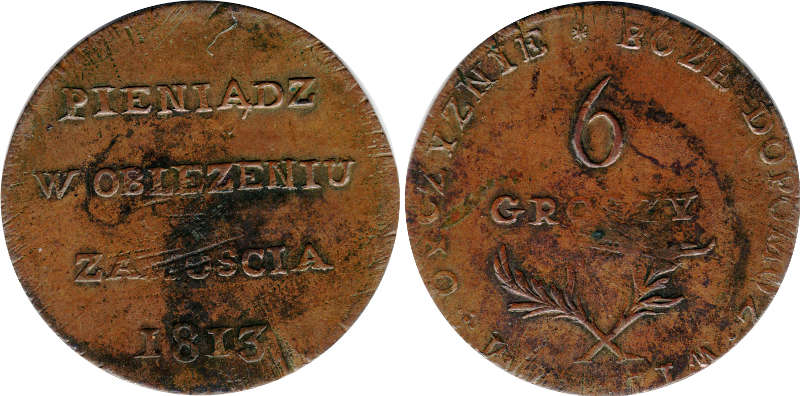
6 Groszy 1813, Notmünze von Zamość (Kupfer, Durchmesser 33 mm, 11,5 g)

Es wurden einschließlich der Varianten nur 1330 Stück geprägt.
Die Vorderseite zeigt die Umschrift BOZE DOPOMOZ WIERNYM OYCZYZNIE (Gott helfe denen, die treu dem Vaterland dienen) und im Feld die Wertangabe 6 / GROSZY, darunter gekreuzte Zweige.
Auf der Rückseite sind drei Zeilen Schrift PIENIADZ / W OBLEZENIU / ZAMOSCIA / 1813 (Geld in der Belagerung von Zamość) aufgeprägt und die Jahreszahl 1813.

## Historischer Hintergrund
Kurfürst Friedrich August war ab 1806 König von Sachsen und ab 1807 auch Herzog von Warschau. Der sächsische König musste sich dafür völlig dem Willen Napoleons unterwerfen und die Kräfte seines Landes an Menschen und Geld in dessen Eroberungskriegen aufopfern. In der Wiener Kongressakte vom 9. Juni 1815 wurde die Auflösung des Herzogtums Warschau und die Abtretung des größten Teils der sächsischen Länder an Preußen beschlossen.